# Прогресс М-23М
Прогресс М-23М — транспортный грузовой космический корабль (ТГК) серии «Прогресс», стартовавший к Международной космической станции 9 апреля 2014 года. 55-й российский корабль снабжения МКС.

## Подготовка к запуску
Подготовка к запуску грузового космического корабля «Прогресс М-23М» осуществлялась в соответствии с утверждённым графиком.
3 апреля 2014 года был проведён авторский осмотр корабля и завершена сборка космической головной части. 4 апреля головной блок ракеты-носителя (РН) «Союз-У» с ТГК «Прогресс М-23М» был отправлен на общую сборку.
7 апреля в соответствии с графиком предпусковой подготовки стартовые расчеты предприятий ракетно-космической промышленности выполнили операции по вывозу РН «Союз-У» с ТГК «Прогресс М-23М» на стартовый комплекс площадки 1 космодрома Байконур («Гагаринский старт»).

## Хроника полёта
- 9 апреля 2014 года в 19:26 по МСК произведён успешный запуск ТГК «Прогресс М-23М» при помощи РН «Союз-У»; в 19.35 корабль штатно отделился от третьей ступени ракеты-носителя[7].
- 10 апреля 2014 года в 01.14 по МСК транспортный грузовой корабль «Прогресс М-23М» пристыковался к стыковочному отсеку «Пирс» российского сегмента МКС[8].
- 22 июля 2014 года в 01:44 по московскому времени корабль был отстыкован от МКС. После отстыковки и до первого августа проводился эксперимент "Радар-Прогресс", связанный с исследованием наземными средствами наблюдения отражательных характеристик плазменных неоднородностей, генерируемых в ионосфере при работе бортовых двигателей[9]. В эксперименте была задействована штатная аппаратура: двигательная установка, радиоаппаратура УКВ-диапазона (ТОРУ), а также комплекс наземных средств радионаблюдения.
- 1 августа 2014 года грузовой корабль (ТГК) «Прогресс М-23М» был сведен с орбиты и затоплен в расчетном районе Тихого океана[10].

## Перечень грузов
Суммарная масса всех доставляемых грузов — 2 383 кг, в том числе доставляемое оборудование в грузовом отсеке:
| СОГС — система обеспечения газового состава (блоки фильтров СO2, укладки с пробозаборниками АК-1М) | 9 кг   |
| СВО — система водообеспечения (узел бактериальной очистки УБО, вставка-уловитель, блок колонок очистки БКО ёмкость для КАВ, нагреватель БРП-М, отделитель, шланг К-ГЗ, переходник наддува, ЕДВ с обеззараживающим раствором) | 90 кг  |
| СГО — санитарно-гигиеническое оборудование (контейнеры для твердых отходов КТО, ёмкости с консервантом, ёмкости для воды ЕДВ, вкладыши и салфетки АСУ, сборник, М-приемники, дозатор консерванта и воды, фильтр-вставка, укладка пылесборников, КБО-М, блоки датчиков для воды\урины, сигнализатор, приемник, шланги, трубопровод) | 361 кг |
| СОП — средства обеспечения пищей (контейнеры с рационами питания, набор свежих продуктов, салфетки для СПП, средства для утилизации отходов) | 367 кг |
| СМО — средства медицинского обеспечения (средства санитарно-гигиенического обеспечения, средства профилактики неблагоприятного действия невесомости, средства оказания медицинской помощи, медицинский контроль и обследование, средства уборки станции и контроля чистоты атмосферы)                                              | 81 кг  |
| СИЗ — средства индивидуальной защиты (комплекты белья, блоки 825МЗ) | 20 кг  |
| СБИ — система бортовых измерений (кабель для НА «Отклик») | 0,5 кг |
| СУДН — система управления движением и навигацией (Прибор КИНД34-020) | 14 кг  |
| СОТР — система обеспечения теплового режима (сменные кассеты пылефильтра, комплект сменных магистралей откачки конденсата, вентиляторы МО-2М) | 23 кг  |
| СТОР — система технического обслуживания и ремонта (мешки для контейнеров, пояс инструментальный) | 4 кг   |
| Антенно-фидерные устройства МБРЛ (транспортно-установочное устройство ТУУ WAL6) | 4 кг   |
| Фидерное устройство ЕКТС (модуль АФАР с комплектом кабелей и адаптером) | 53 кг  |
| КС ТОР — комплекс средств технического обслуживания и ремонта (укладка мишеней фотометрических № 1) | 1 кг   |
| КСПЭ — комплекс средств поддержки экипажа (бортдокументация, посылки экипажу, видео и фотоаппаратура) | 16 кг  |
| КЦН — комплекс целевых нагрузок (оборудование для КЭ «Ехроsе-R», БИО — биологические исследования: КЭ «Регенерация-1», БТХ — космическая биотехнология: КЭ «Биоэмульсия», КЗ «Конъюгация», КЭ «Арил», КЭ «Мембрана», ТЕХ — технические исследования и эксперименты: НА «Отклик»)                                                   | 27 кг  |
| ФГБ — функциональный грузовой блок (СОЖ — система обеспечения) | 4 кг   |
| МИМ-2 — Малый исследовательский модуль № 2 (СКЗ — система контроля загрязнений: блок контроля давления и осаждений БКДО) | 9 кг   |
| Американские грузы (продукты питания, предметы обеспечения экипажа: одежда, средства гигиены, офисные принадлежности) | 132 кг |